# 잡플래닛
잡플래닛은 대한민국의 브레인커머스에서 개발한 기업 리뷰/연봉/면접 및 기업 정보를 공유하는 직장인과 취업준비생을 위한 소셜 미디어 인터넷 사이트다.

## 개요
잡플래닛은 해당 기업에 재직 중이거나, 퇴직한 전·현직 직원이 작성한 기업 리뷰와 연봉정보, 면접 정보를 제공하는 대한민국의 소셜미디어 서비스다. 기업의 관점에서  구직자들에게 제공하는 기존의 기업정보와 달리 재직 경험이 있는 직원의 입장에서 느낀 솔직한 기업문화와 근무환경을 알 수 있다는 것이 특징이다. 솔직한 기업정보가 공유될 수 있도록 익명을 기반으로 하고 있으며, 사용자는 회사를 승진 기회 및 가능성∙복지 및 급여∙업무와 삶의 균형∙사내문화, 경영진 등 다섯 가지 영역에서 기업을 평가할 수 있다. 기업에 대한 장∙단점, 경영진에게 바라는 점을 기업리뷰로 작성할 수 있고, 면접후기에는 면접 분위기와 난이도, 면접질문, 면접답변 등을 남길 수 있다. 익명이기 때문에 발생할 수 있는 리뷰의 신뢰성을 지키기 위해 작성된 모든 리뷰는 자체 알고리듬을 거쳐 승인절차를 거치고, 작성한 리뷰가 승인되면 승인된 날부터 1년 동안 다른 기업의 리뷰를 무료로 열람할 수 있다.
잡플래닛은 개인회원 외 기업회원 가입이 가능하다.
기업회원으로 등록한 기업은 잡플래닛 기업서비스의 일부를 사용할 수 있다.
리뷰 및 면접 글과 같은 컨텐츠 삭제가 절대 불가능하다고 하지만 각 글 하단에 '신고하기'기능을 통하여 신고접수가 가능하며, 잡플래닛 내부 심사를 진행하여 피드백을 하고 있다.
또한 고객센터 번호가 없다는 글은 사실과 다르며 고객센터 번호는 사이트 내에 노출되어 있다.